# Trichogrammatoidea armigera
Trichogrammatoidea armigera is een vliesvleugelig insect uit de familie Trichogrammatidae. De wetenschappelijke naam is voor het eerst geldig gepubliceerd in 1972 door Manjunath.